# Is je moeder niet thuis
Is je moeder niet thuis is een single van de Nederlandse zanger Nico Haak uit 1978. Het stond in 1977 als zesde track op het album Haak is de naam, waar het de tweede single van was na Ted de tapper.

## Achtergrond
Is je moeder niet thuis is geschreven door A. Lopikerwaard en Nico Haak en geproduceerd door Peter Koelewijn. Het is een nederpopnummer dat gaat over een relatie tussen de liedverteller en een meisje genaamd Marie. De verteller vraagt of haar moeder niet thuis is, om dan langs te komen. De B-kant van het nummer is Haak is de naam, welke als derde track op het gelijknamige album te vinden was. 

## Hitnoteringen
De single was in zowel Nederland als het Nederlandstalige gedeelte van Vlaanderen in de hitlijsten te vinden. De hoogste piekpositie was de achtste plek in de Nederlandse Top 40, waar het in totaal zes weken in stond. In de Nationale Hitparade was het een weekje minder te vinden en stond het ook een plekje lager dan de Top 40. In de Vlaamse Ultratop 50 reikte het tot de twaalfde positie en was het voor zes weken in de lijst te zien.